# Coppa delle nazioni oceaniane 1973
La Coppa delle nazioni oceaniane 1973 (1973 Oceania Cup) fu la prima edizione della Coppa delle nazioni oceaniane, competizione calcistica per nazionali organizzata dalla OFC. La competizione si svolse in Nuova Zelanda dal 17 al 24 febbraio 1973 e vide la partecipazione di cinque squadre: Figi, Nuova Caledonia, Nuova Zelanda, Nuove Ebridi e Tahiti.

## Formula
- Qualificazioni

Nessuna fase di qualificazione. Le squadre sono qualificate direttamente alla fase finale.
- Fase finale

Girone unico - 5 squadre: giocano partite di andata e ritorno. La terza e la quarta classificata si qualificano per la finale per il 3º posto. La prima e la seconda classificata si qualificano per la finale per il 1º posto; la vincente si laurea campione OFC.

## Stadi
È stato scelto uno stadio per ospitare la competizione.
| Auckland                     | AucklandCoppa delle nazioni oceaniane 1973 (Nuova Zelanda) |
| Newmarket Park               | AucklandCoppa delle nazioni oceaniane 1973 (Nuova Zelanda) |
| 36°51′52.56″S 174°46′59.88″E | AucklandCoppa delle nazioni oceaniane 1973 (Nuova Zelanda) |
| Capienza: -                  | AucklandCoppa delle nazioni oceaniane 1973 (Nuova Zelanda) |
|                              | AucklandCoppa delle nazioni oceaniane 1973 (Nuova Zelanda) |

## Squadre partecipanti
| Pr. | Squadra         | Data di qualificazione certa | Partecipante in quanto                                         | Partecipazioni precedenti al torneo | Ultima presenza |
| --- | --------------- | ---------------------------- | -------------------------------------------------------------- | ----------------------------------- | --------------- |
| 1   | Nuova Zelanda   | -                            | Rappresentativa della nazione organizzatrice della fase finale | -                                   | Esordiente      |
| 2   | Figi            | -                            | Qualificata di diritto                                         | -                                   | Esordiente      |
| 3   | Nuova Caledonia | -                            | Qualificata di diritto                                         | -                                   | Esordiente      |
| 4   | Nuove Ebridi    | -                            | Qualificata di diritto                                         | -                                   | Esordiente      |
| 5   | Tahiti          | -                            | Qualificata di diritto                                         | -                                   | Esordiente      |

Nella sezione "partecipazioni precedenti al torneo", le date in grassetto indicano che la nazione ha vinto quella edizione del torneo, mentre le date in corsivo indicano la nazione ospitante.

## Fase finale

### Girone unico
| Pos | Squadra         | G | V | N | P | GF | GS | DG  | Pt | Risultato                               |
| --- | --------------- | - | - | - | - | -- | -- | --- | -- | --------------------------------------- |
| 1   | Nuova Zelanda   | 4 | 3 | 1 | 0 | 11 | 4  | +7  | 7  | Qualificate alla finale per il 1º posto |
| 2   | Tahiti          | 4 | 2 | 2 | 0 | 8  | 2  | +6  | 6  | Qualificate alla finale per il 1º posto |
| 3   | Nuova Caledonia | 4 | 2 | 0 | 2 | 8  | 5  | +3  | 4  | Qualificate alla finale per il 3º posto |
| 4   | Nuove Ebridi    | 4 | 1 | 0 | 3 | 4  | 9  | −5  | 2  | Qualificate alla finale per il 3º posto |
| 5   | Figi            | 4 | 0 | 0 | 4 | 2  | 13 | −11 | 0  |                                         |

| Arbitro: | Delahunty |

|                 |           |        |
| Bennett Tumahai | Marcatori | Mandin |

| Arbitro: | Nakagawa |

|                                |           |          |
| Turner Taylor Brand Bland Vest | Marcatori | Vakatawa |

| Arbitro: | Tahuaitu |

|       |           |                       |
| Dupuy | Marcatori | , Hmae Wayewol Wacapo |

| Arbitro: | Raman |

|         |           |      |
| Bennett | Marcatori | Vest |

| Arbitro: | Chaudet |

|  |           |           |
|  | Marcatori | , Wayewol |

| Arbitro: | Nakagawa |

|  |           |         |
|  | Marcatori | Bennett |

| Arbitro: | Delahunty |

|                |           |          |
| Saurei Valette | Marcatori | Kurivitu |

| Arbitro: | Chaudet |

|                 |           |       |
| Marley Latimour | Marcatori | Xowie |

| Arbitro: | Nakagawa |

|  |           |                                      |
|  | Marcatori | Carrara Ng Fok Malinowski de Marigny |

| Arbitro: | Tahuaitu |

|                      |           |         |
| Bland Hardman Marley | Marcatori | Valette |

### Finale per il 3º posto
| Arbitro: | Tahuaitu |

|              |           |         |
| Delmas Xowie | Marcatori | Galinie |

### Finale per il 1º posto
| Arbitro: | Chaudet |

|               |           |  |
| Taylor Marley | Marcatori |  |

## Statistiche

### Classifica marcatori
3 reti
- Segin Wayewol
- Alan Marley
- Erroll Bennett

2 reti
- Jean Hmae
- Jean Xowie
- Malcolm Bland
- David Taylor
- Alan Vest

1 rete
- Josateki Kurivitu
- Terio Vakatawa
- Gerald Delmas
- Roger Mandin
- Pierre Wacapo
- Geoff C. Brand
- Brian Hardman

- Colin W. Latimour
- Brian Alfred Turner
- Charles Galinie
- Michael Dupuy
- Alick Saurei
- Jacky Valette

- Raymond Valette
- Claude Carrara
- Roland de Marigny
- Gilles Malinowski
- Harold Ng Fok
- Alexis Tumahai